# BOXXER
BOXXER（ボクサー) は、イギリスのボクシングプロモーション会社。

## 概要
イギリスのボクシング史上で最年少となる23歳の時にプロモーターライセンスを取得したベン・シャロームによってULTIMATE BOXXERとして設立された。
2018年4月27日、ULTIMATE BOXXERとして第1回目の興行「ULTIMATE BOXXER 1」をマンチェスター・アリーナで開催。8人のウェルター級ボクサーが出場するワンデートーナメントを行い、ドリュー・ブラウンが優勝した
。
2020年8月、プロモーションの名称をULTIMATE BOXXERからBOXXERに変更。初めての契約ボクサーとして、ULTIMATE BOXXER 3トーナメントの優勝者デリック・オサゼと契約した。
2020年11月に開催した7回目のワンデートーナメント「BOXXER Series 7」からは4人制のトーナメントに変更された。
2021年6月12日、スポーツ専門チャンネルSky Sportsと4年間のテレビ放送契約を締結。同年にSky Sportsとのボクシング放送契約を終了したマッチルーム・スポーツに代わる形での契約となった
。
2023年10月16日、アメリカのNBCユニバーサルと契約し、BOXXERの興行がアメリカ向けに主にPeacockで配信されることになった。
2024年10月18日、リヤド・シーズンとパートナーシップ契約を締結した。

## 主な契約ボクサー

### 現契約ボクサー
- クリス・ビラム＝スミス
- ローレンス・オコリー（マッチルーム・ボクシングから移籍）
- ジョシュア・ブアツィ（マッチルーム・ボクシングから移籍）[7]
- クリス・ユーバンク・ジュニア（ワッサーマン・ボクシングから移籍）[8]
- マーティン・バコーレ[9]
- ハムザ・シェアラス
- リチャード・リアクポー
- ベンジャミン・ウィテカー（東京五輪ライトヘビー級銀メダル）[10]
- サバンナ・マーシャル[11]
- ナターシャ・ジョナス

### 元契約ボクサー
- リアム・スミス
- ジャック・カテラル（マッチルーム・ボクシングへ移籍）[12]
- ジョセフ・パーカー
- ヒューイ・フューリー[11]
- クラレッサ・シールズ